# Anadia
Anadia este un oraș în Districtul Aveiro, Portugalia.